# Kamshybek Kunkabayev
Kamshybek Kunkabayev est un boxeur kazakh né le 18 novembre 1991.

## Carrière
Sa carrière amateur est principalement marquée par une médaille d'argent remportée aux championnats du monde de 2017 dans la catégorie des poids super-lourds.

## Palmarès

### Championnats du monde
- Médaille d'argent en +91 kg en 2019 à Iekaterinbourg, Russie
- Médaille d'argent en +91 kg en 2017 à Hambourg, Allemagne

### Championnats d'Asie
- Médaille d'argent en +91 kg en 2017 à Tachkent, Ouzbékistan